# Orde Místic del Temple de la Rosa-Creu
L'Orde del Temple de la Rosa-Creu va ser un moviment esotèric creat el 1912 per Annie Besant, Marie Russak i James Wedgwood tot seguint la tradició del cristianisme esotèric de la Rosa-Creu.

## Història
Segons Gregory Tillett, a Charles Webster Leadbeater 1854-1934, Russak i Wedgwood eren mèdiums que suposadament es comunicaven missatges dels Mestres durant les reunions del Temple. la suplent de Russak al Temple era Lady Emily Lutyens,(p574) la representant anglesa de l'Orde de l'Estrella de l'est i editor del diari Herald of the Star, que també era a la secció esotèrica de la societat i "introduïa conversos rics" que van finançar la societat.
Durant la Primera Guerra Mundial, l'activitat es va haver de suspendre.Besant va tornar a la seva tasca com a presidenta mundial de la Societat Teosòfica, Wedgwood continuà treballant com a bisbe de l'Església Catòlica Liberal i Russak va contactar amb Harvey Spencer Lewis a Califòrnia, a qui va ajudar en la col·laboració del rituals de l'orde Rosa-Creu AMORC.
A finals del segle xx, a Hispanoamèrica es va revifar l'interès en els ordes iniciàtics, sobretot aquells relacionats amb les tradicions espirituals d'Occident. En aquests dies, un membre de la Societat Teosòfica d'Espanya, conegut als cercles rosacreus com a Frater Iniciador, va començar a treballar per tal de refundar l'ORTC.
Actualment es treballa a diversos països per al renaixement de l'orde del Temple de la Rosa-Creu amb el nou nom d'Orde Místic del Temple de la Rosa-Creu (OMTRC). La creació oficial està planificada per a l'any 2012, quan facin 100 anys des de la fundació original.

## Principis
- Lema: Lux Veritatis
- Treball: basats en la mateixa dels alquimistes Ora et Labora, l'OMRTC estableix dos tipus de reunions: Oratorio (o grup d'estudi, on s'investiguen diversos temes relacionats a la tradició esotèrica) i Laboratorio (o 'convocació', on es realitzen rituals i diverses pràctiques espirituals).
- Graus: l'orde posseeix tres graus iniciàtics: Neòfit, Peregrí i Mestre. No obstant això, de la mateixa manera que els autors de la teosofia, s'insisteix en la diferència entre la iniciació ritual i la veritable iniciació, per la qual cosa aquest esquema de graus és simbòlic i no té cap relació amb el progrés espiritual de cada membre.

L'Orde té diversos postulats o bases que sustenten el seu treball:
- Creença en un Ser Absolut.
- Desenvolupament integral de l'ésser humà.
- Foment de l'amor fraternal.
- Absoluta gratuïtat de les ensenyances.

## Objectius de l'OMTRC
- Difusió dels ensenyaments espirituals.
- Foment de l'estudi de la tradició esotèrica occidental i de les religions comparades.
- Servei conscient.
- Treball espiritual progressiu i continu
- Investigació comparativa de les diferents branques de la tradició Rosa-Creu.
- Foment de la creació d'una Federació Fraternal Rosa-Creu, relacionant amistosament tots els grups rosacreus que reconeixen el Crist com a ideal.